# Jean-Baptiste de Jonghe
Jean-Baptiste de Jonghe, Jean-Baptiste De Jonghe ou Jan Baptiste de Jonghe, né le 8 janvier 1785 à Courtrai et mort le 14 octobre 1844 Schaerbeek, est un peintre, aquarelliste, dessinateur, graveur et lithographe belge. Il est connu pour ses paysages romantiques avec des gens, des troupeaux et des ruines. Dans son œuvre graphique, il réalise également des vues de villes dans la région de ce qui est aujourd'hui la Belgique et les Pays-Bas. Il est professeur d'art à l'Académie de Courtrai et à l'Académie des Beaux-Arts d'Anvers.

## Biographie

### Jeunesse et formation
Jean Baptiste de Jonghe naît à Courtrai le 8 janvier 1785. Il est le fils de Michiel Jozef, un riche homme d'affaires qui est maire (sous Guillaume Ier) puis bourgmestre de Courtrai de 1805 à 1817, et de Joanna Theresia van Roosebeke. Son père lui impose de s'impliquer dans le commerce familial, marquant un premier désaccord familial important. Le 14 octobre 1818, lorsque Jean Baptiste épouse Marie-Thérèse Commeyne sans le consentement de son père, ce dernier s'y oppose vigoureusement et officialise son désaccord chez le notaire. De cette union naissent trois filles et un fils, Gustave Léonard de Jonghe.
Dans sa vie de jeune adulte, Jean Baptiste de Jonghe est proche des peintres Eugène et Charles-Louis Verboeckhoven, habitant encore Warneton durant cette période. Leurs intérêts communs pour la peinture le poussent finalement à entreprendre une formation en architecture à l'Académie de Courtrai, où il étudie pendant deux ans contre l'avis de son père. En effet, en tant que fils unique, il souhaitait qu'il reprenne l'affaire familiale. Son professeur de dessin est le sculpteur Pieter Van Reable. Il part ensuite étudier à l'Académie des Beaux-Arts d'Anvers. Là, l'un de ses professeurs est le célèbre peintre animalier et paysagiste Balthasar Paul Ommeganck. On pense qu'Ommeganck met de Jonghe sur la voie de la peinture de paysages et d'animaux. 

### Participation aux salons
En 1812, il remporte le prix de la peinture de paysage lors d'un concours organisé par l'Académie de dessin de Gand pour son oeuvre intitulée Orage imminent. Ce prix marque un tournant pour sa carrière et il est célébré à son retour à Courtrai.
Il participe à divers autres concours d'art dans le nord de la France et en Belgique et remporte des succès à Douai, Bruxelles et Bruges. Il voyage aux Pays-Bas, en France et en Angleterre. En 1824, il remporte la médaille d'or pour son Paysage à Bruxelles. En 1829, il reçoit une autre médaille d'or à Douai.
En 1823-1824, il fait partie des lithographes qui réalisent des lithographies et fourni des dessins pour la publication Collection des principales vues des Pays-Bas publiée par Dewasme.

### Académicien

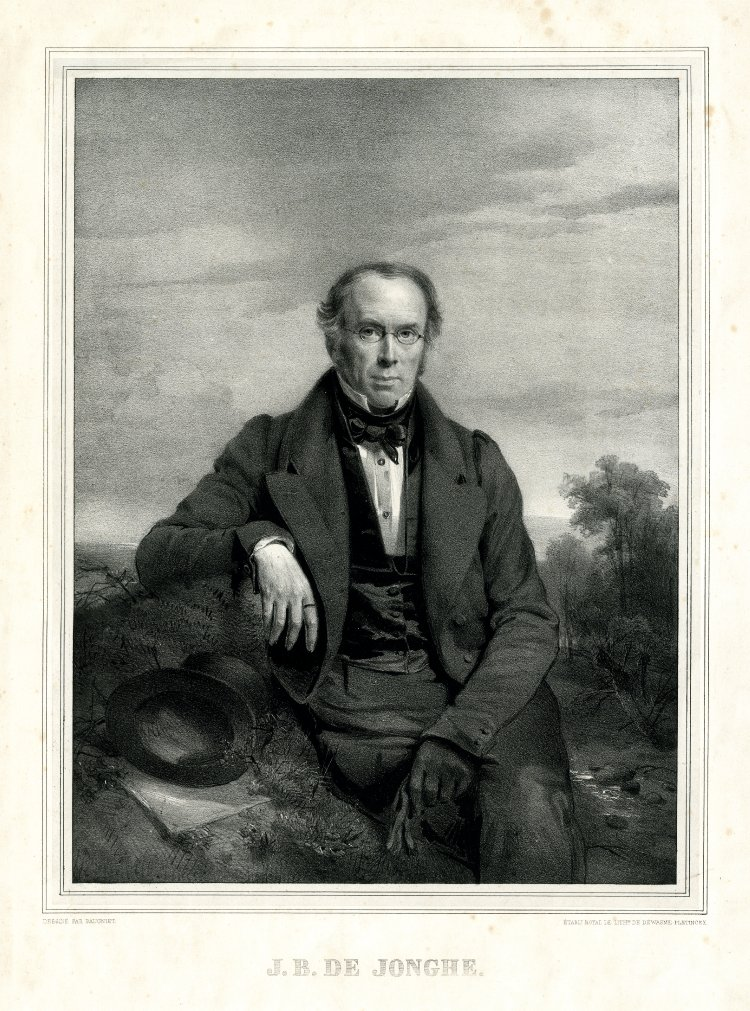
Portrait de Jean Baptiste de Jonghe, Charles Baugniet, British Museum.

En 1825, l'Académie d'Anvers admet de Jonghe comme membre. L'année suivante, il est nommé professeur à l'Académie de dessin et d'architecture de Courtrai. En 1828, il est admis comme membre associé de l'Académie d'Amsterdam. En 1836, le gouvernement belge le nomme membre du jury chargé de choisir les œuvres d'art qui seront acquises par l'État belge lors du salon de cette année-là. En 1840, le roi des Belges Léopold Ier commande à l'artiste six tableaux de paysages représentant des sites ardennais. 
De Jonghe joue également un rôle important en tant que professeur à l'Académie de Courtrai, où il forme une nouvelle génération de peintres entre 1826 et 1841, dont Jean Baptiste Daveloose et Louis-Pierre Verwee. Parmi les autres élèves de de Jonghe figurent Louis de Winter, Louis Robbe et Hendrik Frans Schaefels. Gustave Léonard de Jonghe, fils de l'artiste et de son épouse Maria Theresia Commeijne, reçoit sa première formation de son père et devient un portraitiste et un peintre de genre mondain qui travaille à Paris pour une clientèle mondaine. Au travers de cette école courtraisienne, il rencontre Eugène Verboeckhoven avec qui il collabore dans certaines de ses peintures afin d'illustrer des animaux de son style.
En 1841, de Jonghe est nommé professeur de paysage et de peinture animalière à l'Académie d'Anvers. Il n'occupe cette fonction que pendant une courte période, car il doit démissionner pour des raisons familiales en 1843. 
Ensuite, il s'occupe de diverses commandes à Bruxelles.

### Mort et postérité
Les raisons familiales invoquées en 1843 sont probablement liées à sa vue déclinante. L'artiste meurt en 1844 à Schaerbeek après une brève maladie. En 1845, l'État belge rachète son dernier tableau lors de l'Exposition Nationale des Beaux-Arts à Bruxelles, intitulé à titre posthume Ferme en Flandre, comportant des animaux peints par son ami Eugène Verboeckhoven. Ses tableaux rejoignent en majorité les collections royales de Belgique, de nombreux musées à Courtrai, Anvers, Bruxelles, Gand, Tournai, Mons, Angers, Amsterdam, Haarlem et La Haye, ainsi que de nombreuses collections privées.
Considéré comme un pionnier de la lithographie en Belgique, ses peintures influencent plusieurs artistes dont il a été professeur. En 1880, lors de l'Exposition historique de l'Art Belge à Bruxelles, deux de ses toiles ravivent le souvenir de son talent dont le style est considéré comme dépassé à l'époque.

## Œuvre
Jean Baptiste de Jonghe est un peintre, un dessinateur, un graveur et un lithographe, spécialisé dans les paysages et les vues de villes. Sa production a été relativement limitée. Comme il datait rarement ses œuvres, sa chronologie est parfois difficile à déterminer.

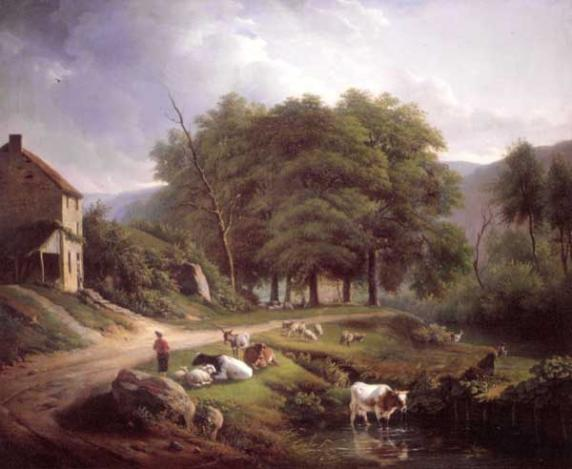
Paysage des environs de Bruxelles, œuvre co-signée de Jean-Baptiste Dejonghe et Eugène Verboeckhoven, Collection d'Art du Gouvernement de l'Ontario.

Dans ses premières œuvres, De Jonghe interprétait la nature d'une manière idyllique et sentimentale. Ses peintures étaient des paysages composites romantiques, comme Bordure de forêt près de Bruxelles. Il emprunte d'abord les formules de la peinture de paysage hollandaise du xviie siècle. Le ciel occupe une place prépondérante dans ses compositions comme c'était le cas dans l'œuvre de Jean van Goyen. Il a une préférence pour les paysages boisés et adopte la composition typique de Jacob van Ruysdael avec un chemin partant du centre du premier plan et quelques arbres dispersés de part et d'autre. L'ambiance est exprimée par le ciel, qui est soit calme, nuageux ou orageux, et par les arbres, qui sont soit mourants, soit en pleine floraison. Il y a également un plan d'eau, sous la forme d'une piscine, d'une rivière ou d'un étang, où s'abreuvent des animaux sauvages ou domestiques. Il incluait généralement peu de figures humaines dans ses compositions. Pour le staffage, il s'en remettait souvent à d'autres peintres, comme son ami et membre de la famille Eugène Joseph Verboeckhoven. 
À partir de 1823, il s'éloigne des représentations romantique et sentimentale et s'efforce de traduire fidèlement les valeurs esthétiques de la nature en s'appuyant sur des couleurs riches. Il s'approche du réalisme et rompt avec les traditions du paysage conventionnel. Dans son Paysage des environs de Tournai de 1836 (Musées royaux des Beaux-Arts de Belgique), l'artiste donne à l'horizon un rôle important en ouvrant l'espace et le ciel devient l'élément clé de la composition. Cette volonté d'ouverture de la composition est une caractéristique essentielle de sa période de maturité.
De Jonghe n'a jamais peint de paysages imaginaires. Il a toujours peint des lieux réels et les titres de ses œuvres indiquent souvent où se trouve le paysage. Progressivement, certains de ses paysages sont devenus plus romantiques, car il a commencé à dépeindre certaines scènes pittoresques dans des endroits tels que les Ardennes. Ces œuvres sont plus conformes aux courants artistiques du xixe siècle et ont probablement été réalisées à la fin de sa carrière.
Pendant son mandat de professeur d'art à l'Académie de Courtrai, il enseigne la lithographie. Il a publié son matériel pédagogique sous le titre Principes de paysages dessinés d'après nature et exécutés sur pierre (Bruxelles, 1826). Dans cet ouvrage, il insiste sur les caractéristiques particulières des différents types d'arbres.

## Galerie

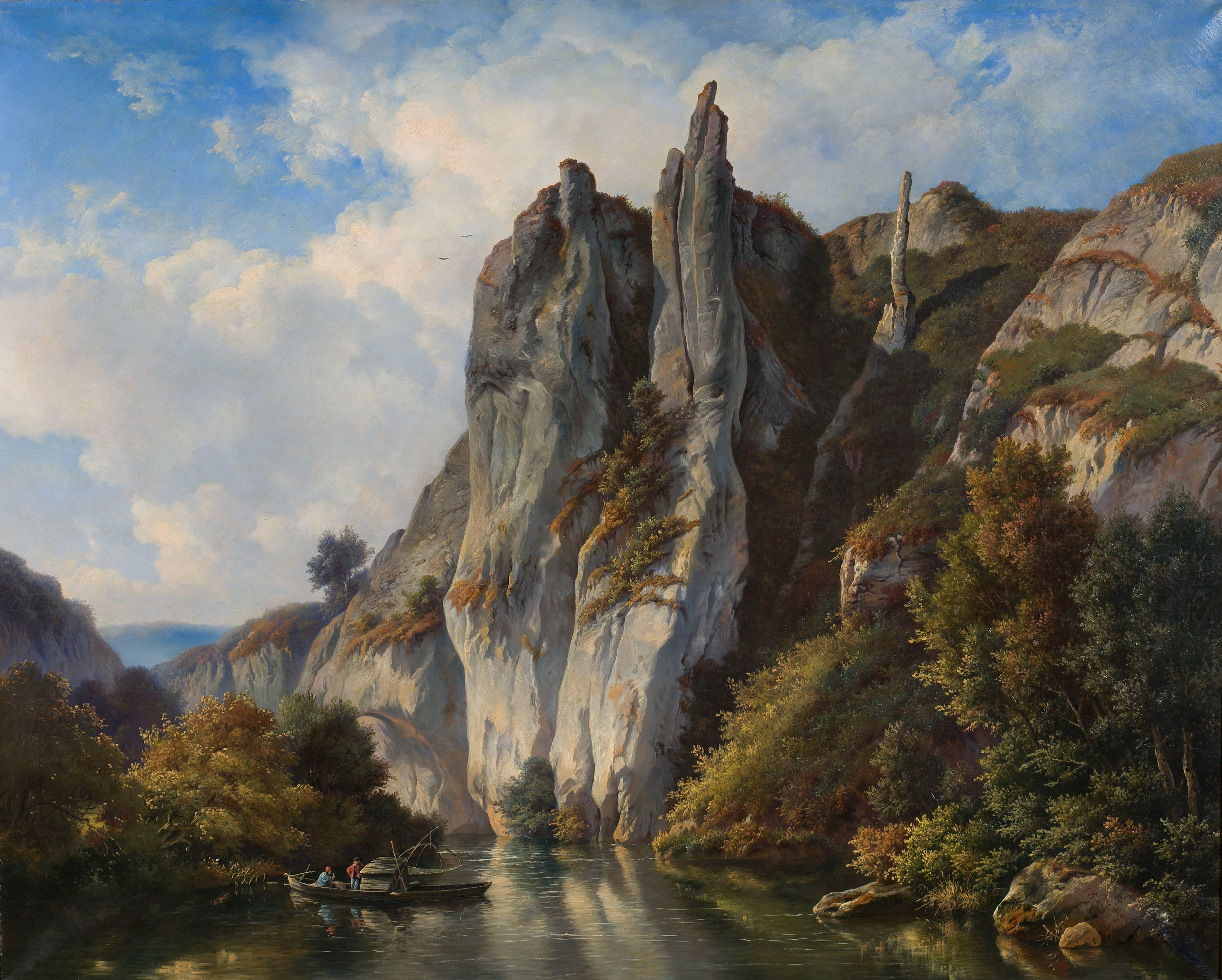
Vue sur les Ardennes, Collections royales de Belgique (nl).
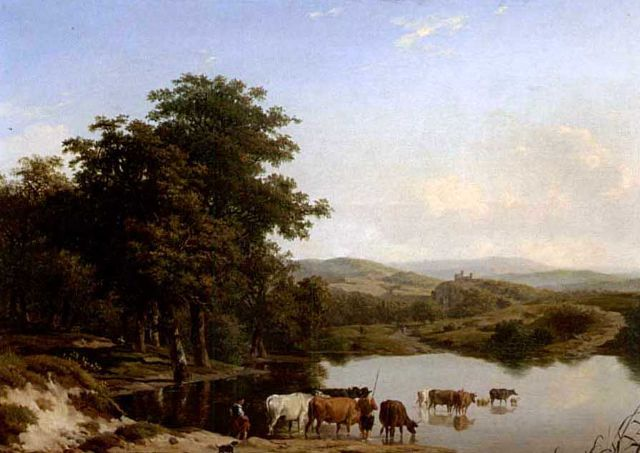
Bovins en Ardennes, collection privée.
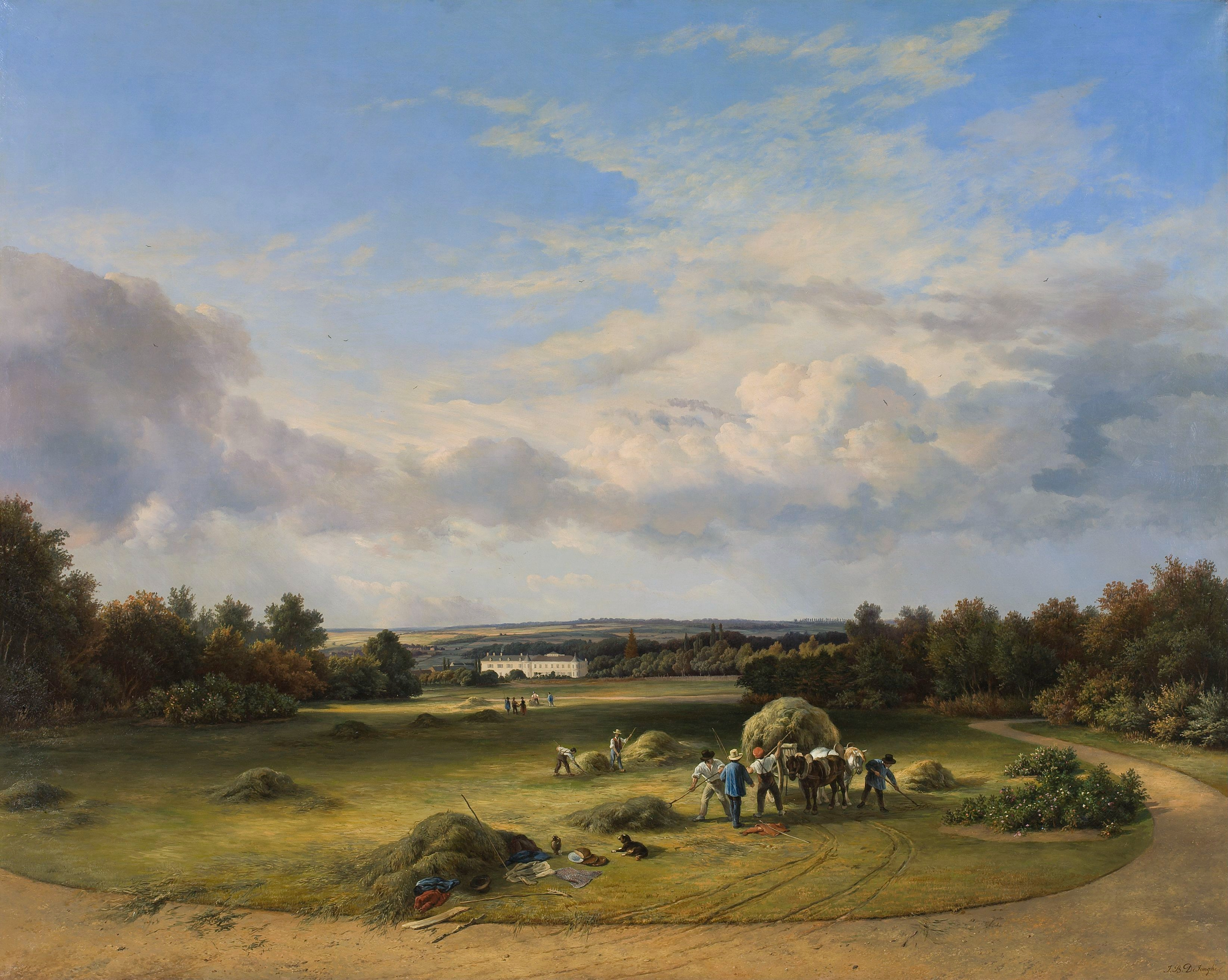
Vue sur le château des Ardennes, Collections royales de Belgique (nl)
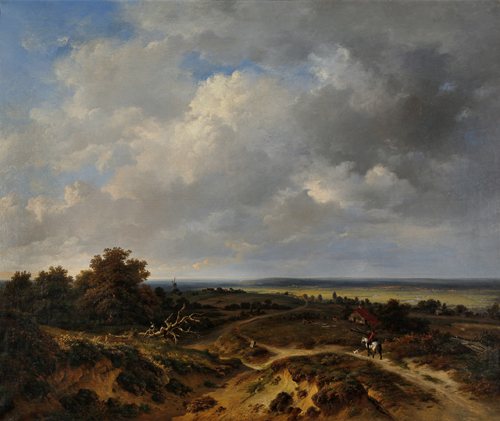
Paysage aux environs de Tournai, Musées royaux des Beaux-Arts de Belgique
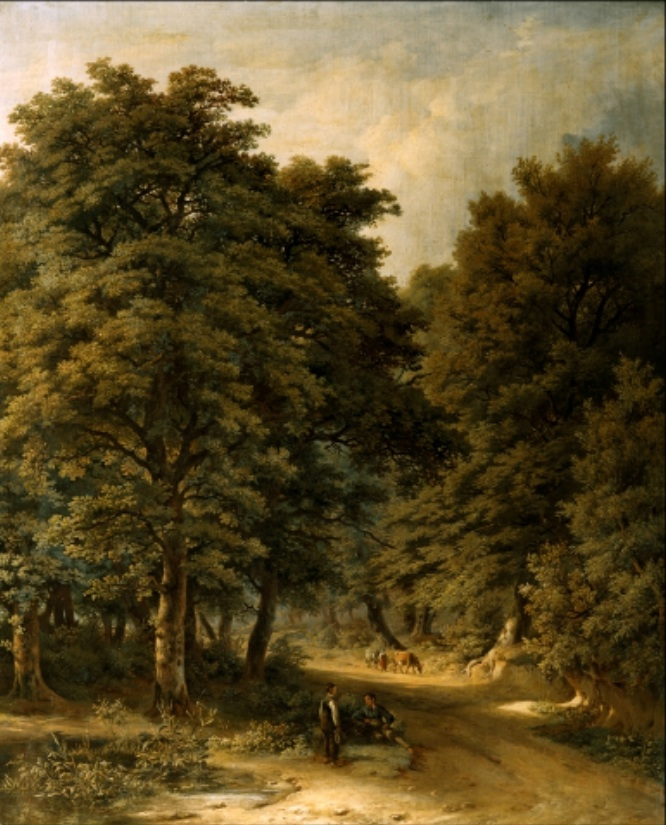
Forêt des environs de Bruxelles, Musée Broel.
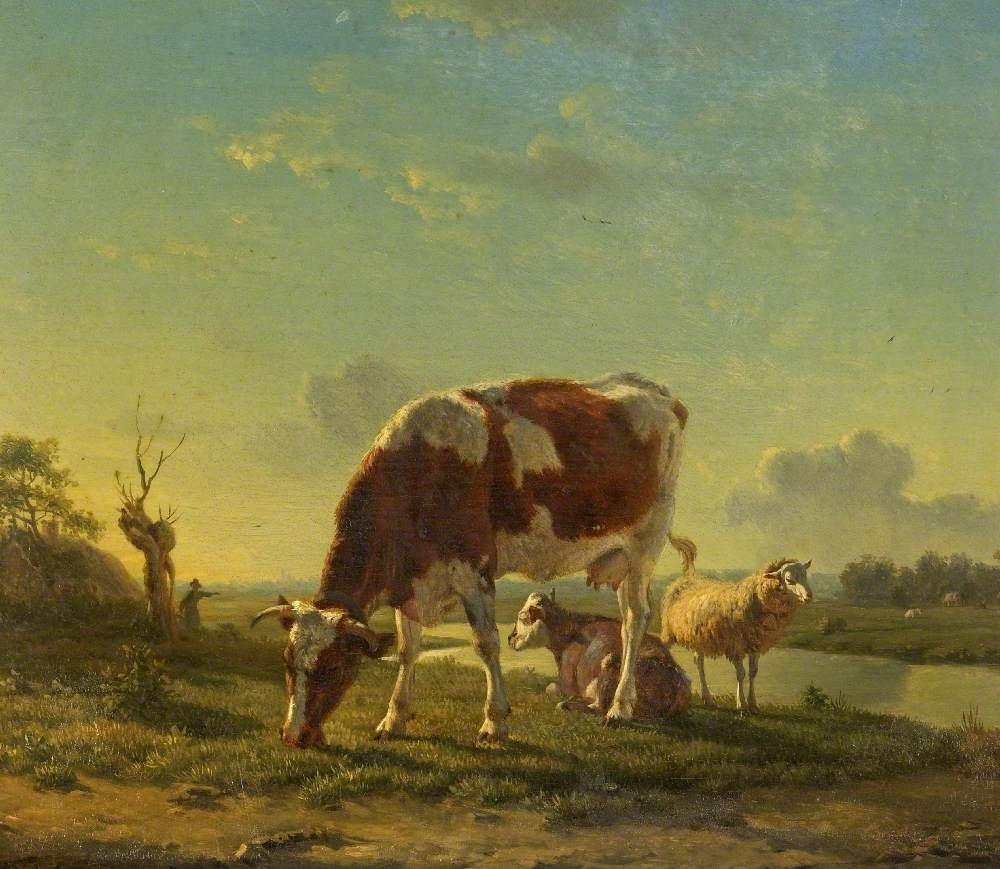
Bovins et moutons, National Trust for Places of Historic Interest or Natural Beauty
Paysage des Ardennes, Musée royal des Beaux-Arts d'Anvers.
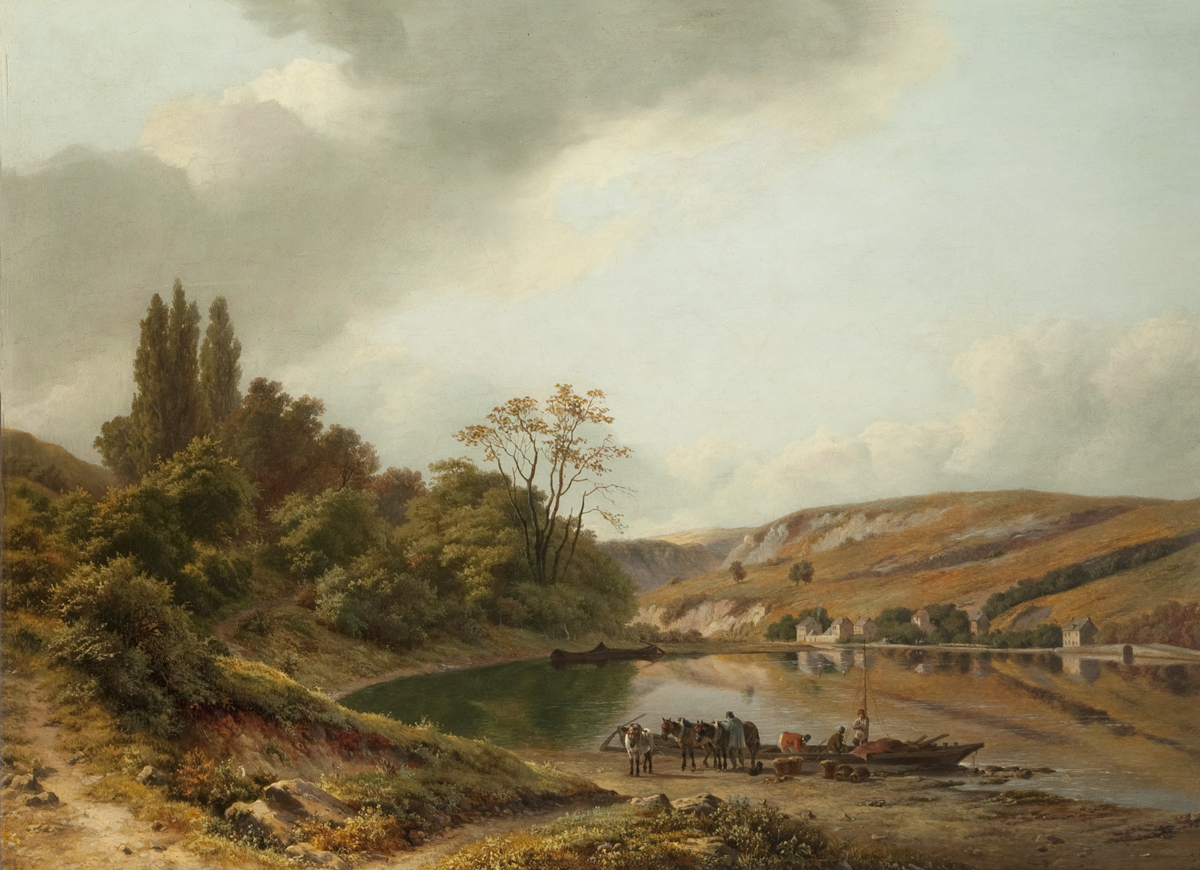
Le Ferry, Towneley Park (en).